# Андріс Нопперт
Андріс Нопперт (нід. Andries Noppert, нар. 7 квітня 1994, Геренвен) — нідерландський футболіст, воротар клубу «Геренвен».

## Ігрова кар'єра
Народився 7 квітня 1994 року в Геренвені. Вихованець юнацьких команд футбольних клубів «Яуре» та «Геренвен».
У дорослому футболі дебютував 2015 року виступами за команду «НАК Бреда», в якій був резервним голкіпером.
На початку 2018 року перебрався до італійської друголігової «Фоджі», де також був одним із дублерів основного воротаря. Влікту 2019 року повернувся на батьківщину, де на рівні другого дивізіону пограв за «Дордрехт», звідки за рік перейшов до «Гоу Егед Іглз».
У липні 2022 року на правах вільного агента приєднався до рідного «Геренвена», де рівнем своєї гри не лише забезпечив собі місце основного голкіпера, але й привернув увагу тренерів збірної Нідерландів.

## Виступи за збірну
У вересні 2022 року був уперше викликаний до лав національної збірної Нідерландів, яка мала проблеми з воротарською позицією після припинення виступів за збірну її багаторічного основного голкіпера Мартена Стекеленбурга.
Згодом був включений до заявки «помаранчевих» на фінальну частину чемпіонату світу 2022.

## Статистика виступів

### Статистика клубних виступів
Станом на 6 серпня 2022
| Сезон                     | Команда                   | Чемпіонат                 | Чемпіонат | Чемпіонат | Національний кубок | Національний кубок | Національний кубок | Континентальні кубки | Континентальні кубки | Континентальні кубки | Інші змагання | Інші змагання | Інші змагання | Усього | Усього |
| Сезон                     | Команда                   | Ліга                      | Ігор      | Голів     | Ліга               | Ігор               | Голів              | Ліга                 | Ігор                 | Голів                | Ліга          | Ігор          | Голів         | Ігор   | Голів  |
| ------------------------- | ------------------------- | ------------------------- | --------- | --------- | ------------------ | ------------------ | ------------------ | -------------------- | -------------------- | -------------------- | ------------- | ------------- | ------------- | ------ | ------ |
| 2014–15                   | «НАК Бреда»               | ЕД                        | 0         | 0         | КН                 | 0                  | 0                  |                      | -                    | -                    |               | -             | -             | 0      | 0      |
| 2015–16                   | «НАК Бреда»               | 1Д                        | 1         | -1        | КН                 | 0                  | 0                  |                      | -                    | -                    |               | -             | -             | 1      | -1     |
| 2016–17                   | «НАК Бреда»               | 1Д                        | 2         | -1        | КН                 | 1                  | -2                 |                      | -                    | -                    |               | -             | -             | 3      | -3     |
| 2017-січ. 2018            | «НАК Бреда»               | ЕД                        | 3         | -10       | КН                 | 0                  | 0                  |                      | -                    | -                    |               | -             | -             | 3      | -10    |
| Усього за «НАК Бреда»     | Усього за «НАК Бреда»     | Усього за «НАК Бреда»     | 6         | -12       |                    | 1                  | -2                 |                      | -                    | -                    |               | -             | -             | 7      | -14    |
| січ.-черв. 2018           | «Фоджа»                   | B                         | 5         | -8        | КІ                 | -                  | -                  | -                    | -                    | -                    | -             | -             | -             | 5      | -8     |
| 2018–19                   | «Фоджа»                   | B                         | 3         | -4        | КІ                 | 0                  | 0                  | -                    | -                    | -                    | -             | -             | -             | 3      | -4     |
| Усього за «Фоджу»         | Усього за «Фоджу»         | Усього за «Фоджу»         | 8         | -12       |                    | 0                  | 0                  |                      | -                    | -                    |               | -             | -             | 8      | -12    |
| 2019–20                   | «Дордрехт»                | 1Д                        | 2         | -3        | КН                 | 0                  | 0                  |                      | -                    | -                    |               | -             | -             | 2      | -3     |
| січ.-черв. 2021           | «Гоу Егед Іглз»           | 1Д                        | 0         | 0         | КН                 | -                  | -                  |                      | -                    | -                    |               | -             | -             | 0      | 0      |
| 2021–22                   | «Гоу Егед Іглз»           | ЕД                        | 15        | -20       | КН                 | 5                  | -2                 |                      | -                    | -                    |               | -             | -             | 20     | -22    |
| Усього за «Гоу Егед Іглз» | Усього за «Гоу Егед Іглз» | Усього за «Гоу Егед Іглз» | 15        | -20       |                    | 5                  | -2                 |                      | -                    | -                    |               | -             | -             | 20     | -22    |
| 2022–23                   | «Геренвен»                | ЕД                        | 1         | 0         | КН                 | 0                  | 0                  |                      | -                    | -                    |               | -             | -             | 1      | 0      |
| Усього за кар'єру         | Усього за кар'єру         | Усього за кар'єру         | 32        | -47       |                    | 6                  | -4                 |                      | -                    | -                    |               | -             | -             | 38     | -51    |